# 国基
『国基』（こっき）は天保6年（1835年）京都の官人座田維貞が著した儒学書。禅譲・放伐による易姓革命は孔子の真の教えではないとし、水土論に基づき万世一系を維持する日本の風俗の優越を説く。安政2年（1855年）孝明天皇に天覧され、明治末期乃木希典が再評価したことで、戦前まで広く読まれた。

## 内容
冒頭で「凡そ天下の法、一善あれば、必ず一弊あり」として、周の建国から明の靖難の変まで中国王朝の変遷を概観し、これら頻繁な王朝交替は、尭が舜、舜が禹に禅譲し、夏の桀王を殷の湯王が、殷の紂王を周の武王が放伐したことに端を発する弊害だとする。一方、『論語』が殷の衰退期を支えた太伯・文王を「至徳」、殷の滅亡に殉じた伯夷・叔斉を「仁」と賛美していることに触れ、孔子は魯出身者として周の批判を憚ったが、本心では武王の放伐に対して批判的だったと主張する。
ここで、先に中江藤樹・熊沢蕃山・西川如見等が唱えた水土論を援用し、中国内陸部では魚介が得られず、家畜の殺生が日常化したことで「暴厲の俗」が興ったが、日本では天照大神が「国紀を基（もとい）」とした結果、善良な風俗が維持されたとする。『中庸』「仲尼、堯・舜を祖述し、文・武を憲章し、上は天時に律（のっと）り、下は水土に襲（よ）る」を引き、易姓革命は伏羲・神農以来の中国の伝統である点を踏まえ、孔子はやむを得ずこれら四王の治政について触れたのだとする。
『論語』に「周は二代に監みて、郁々乎として文なる哉、吾は周に従はん」とあるが、孔子が重視したのは周の「文」ではなく「礼」だとし、『論語』「文質彬彬として、然る後に君子なり」を踏まえ、中国では「文」を偏重したことで風俗が荒廃し、征服王朝を許したが、日本は「水土の厚媺」により「質俗」の風土が育まれ、異民族支配を防ぎ得たとする。
一方で、他の国・時代にも適用できる「天地の経」「万世不易の法」として大義名分論を説いたのが『春秋』だとし、漢の董仲舒、隋の王通、唐の韓愈も『春秋』を重視したことを指摘する。このように、四王の法は「西土の俗」に対応したもので、他国には適用できないとして、「不易の道」と崇める後世の儒学者を批判する一方、孔子の道は万国に通じるものであり、中国の思想を全て否定するのは誤りだとして、谷川士清・本居宣長等近世の国学者をも非難する。
孟子は「詭激」な議論が多いものの水土論を弁えているとし、司馬遷『史記』が最初に太伯・伯夷を挙げ、次いで微子啓・周公旦・管仲・晏嬰を置く点を評価する。韓愈も「伯夷を知る者」として評価する一方、宋の王安石は伯夷餓死の史実を否定したとして批判する。また、唐の高定は『書経』牧誓での放伐の正当化を批判したとして評価する。功績面では、中国には伯夷に類する人物は少ないが、唐の顔真卿、宋の文天祥・謝枋得がこれに当たるとする。
日本では、宇佐八幡宮神託事件（道鏡事件）の解決に尽力した和気清麻呂・路豊永、泰伯墓地に因み「梅里」と号した水戸光圀、武王の放伐を批判した中江藤樹を「伯夷を知る者」として挙げるが、日本の「忠厚義烈」な風俗の下では「家々太伯、人々伯夷」だとして論を終える。

## 受容

### 江戸時代
尾張藩明倫堂督学細野要斎は息子一得が桜井東涯から借りてきた板本を読み、『感興漫筆』に「首に漢土興亡の跡をのべ各其弊あるをいひ、和漢土地の異あるによりて、漢には君を弑するの事あり。伏羲以来、異姓を以て天位を承く。湯・武は其太しきもの也。『中庸』に仲尼祖述し、襲水土といへるは、最も眼を著くべき所也。孔子は簒弑の非なるを知り給へども、風土のなす所如何ともすべからず。『春秋』を編述し給ひて名分を正し、泰伯・文王を至徳と給ひ、武を「善尽さず」との給ふ。孔子をして皇国に生れしめば、其美を承よろこび、決して放伐を是とし給はじといふの意をのぶ。是に漢土歴代興亡の跡をいふ。簡にして可看。此書、我先輩をして見せしめば、敢て頷せんや否や未だ知る事能はず。」と評価する。
安政2年（1855年）維貞は『国基』を関白鷹司政通に献上し、孝明天皇に天覧されたことが東坊城聡長により伝えられた。7月学習院、10月明倫堂にも『国基』を献納し、細野要斎『敬事録』22日条に納入の記事が載るが、現在両本の所在は不明である。
天覧を祝して豊岡随資・梁川星巌・大綱宗彦・半井梧庵・座田太氏・植松茂岳・大国隆正・渡忠秋・福羽美静等76名の歌人・詩人・国学者から詩歌を寄せられ、大倉好斎の編集により、清原宣明題辞、豊岡随資序、弘正方・梅辻希烈跋が付され、安政4年（1857年）閏5月北野学堂から『国基題詠集』が刊行された。
安政3年（1856年）か翌年10月16日維貞が吉田神社鈴鹿連胤に宛てた書簡には、「『国基』諸侯方よりも御所望之れ有り、且つは江戸表よりも追々申し来たり、数部配分遣し申し候」とある。
安政4年（1857年）10月吉田松陰は門人岸御園に『国基』を贈られ、24日御園宛書簡に「『国基』は僕未だ全書を見ず。然れども抄贈せられし所の数条、以て其の大意を窺ふに亦已に足れり。」と記す。

### 明治時代
明治時代『国基』は世間から忘れられていたが、井上哲次郎が「ちょっと見所のある本」だとして学習院長乃木希典に貸したところ、希典は非常に気に入り、1909年（明治42年）維貞の孫祐三郎を訪れて復刊許可を得、7月『国基』、1910年（明治43年）5月希典筆「紀維貞略伝」を200部ずつ印刷配布した。
学習院教授南日恒太郎によれば、1911年（明治44年）秋、希典が第三寮で中等学科6年生に『国基』を講義し、伯夷・叔斉条について、「是は支那だから之で善からうが、日本ではこんな餓死に甘んずるやうな意気地の無いことではならぬ。もつと大にやらなくちゃならぬ。」と熱弁したという。同じく教授服部他助によれば、希典は1912年（明治45年）2月初めにも第三寮談話室で『国基』の素読を行った。

## 版本

### 江戸時代
- A本 - 清原宣明「叙」、千種有功の和歌、坂上康敬「はしがき」、天保8年（1837年）7月岩垣月洲跋[16]。
- B本 - A本に加え、嘉永7年（1854年）京極綱の巻末文[16]。
- C本 - A本に加え、安政2年（1885年）6月藤波教忠序、京極巻末文[16]。
- D本 - A本に加え、藤波序、天覧を喜ぶ自跋[16]。
- E本 - D本に加え、「国基」題字、自跋・「献国基記喜」（『国基』を献じて喜びを記す[17]）[16]。
- F本 - D本に加え、近衛忠煕題字、「献国基記喜」[16]。

刊記がなく、維貞が指揮した北野天満宮北野学堂で出版されたと思われる。

### 近代
- 1897年（明治30年）跋本[16]。
- 乃木希典印刷「国基」、凸版会社、1909年（明治42年）7月[25]。
- 井上哲次郎閲、有馬祐政・黒川真道共編『国民道徳叢書』第1篇、博文館、1911年（明治44年）8月[28]。
- 宇野哲人編『先哲著作 国民道徳』第1輯、学海指針社、1911年（明治44年）[29]。
- 『国基 附 国基題詠集』、明倫舎、1912年（明治45年）5月[16]。
- 日本弘道会編輯、足立栗園訳『新訳 国基』、如山堂書店、1912年（大正元年）9月[16]。
- 『日本国粋全書』第2編、日本国粋全書刊行会、1916年（大正5年）6月[16]。
- 有馬祐政編輯『勤王文庫』第2編 教訓集第2目、興教出版大日本明道会、1920年（大正9年）1月[30]。
- 横堀竜男編輯『国基』、横堀慈眼院、1923年（大正12年）2月[31]。
- 加藤咄堂編、足立栗園標註『国民思想叢書』国体編中、精神社国民思想叢書刊行会、1929年（昭和4年）9月[32]。
- 加藤咄堂編著、河野省三解註『日本精神文献叢書』第5巻 国体篇第3、大東出版社、1940年（昭和15年）。
- 加藤咄堂著『修養大講座』第7巻、平凡社、1941年（昭和16年）3月[33]。